# Oreopsyche
Oreopsyche är ett släkte av fjärilar. Oreopsyche ingår i familjen säckspinnare.

## Dottertaxa tillOreopsyche, i alfabetisk ordning[1]
- Oreopsyche abencerragella
- Oreopsyche agrotidi
- Oreopsyche albella
- Oreopsyche albescens
- Oreopsyche albida
- Oreopsyche albidella
- Oreopsyche albivitrella
- Oreopsyche angustella
- Oreopsyche ardanazi
- Oreopsyche atraplumifera
- Oreopsyche atrella
- Oreopsyche bellierella
- Oreopsyche bicolorella
- Oreopsyche biroi
- Oreopsyche castilinea
- Oreopsyche colossa
- Oreopsyche desertorum
- Oreopsyche falsevocata
- Oreopsyche flamula
- Oreopsyche fulminella
- Oreopsyche gondebautella
- Oreopsyche graminella
- Oreopsyche hirtella
- Oreopsyche hyalina
- Oreopsyche kahri
- Oreopsyche lecerfi
- Oreopsyche leschenaulti
- Oreopsyche lessei
- Oreopsyche lorquiniella
- Oreopsyche lucasi
- Oreopsyche malvinella
- Oreopsyche massilialella
- Oreopsyche matthesi
- Oreopsyche mediterranea
- Oreopsyche melanura
- Oreopsyche millierella
- Oreopsyche moncaunella
- Oreopsyche monteiroi
- Oreopsyche montenegrina
- Oreopsyche muscella
- Oreopsyche nigrella
- Oreopsyche nigricans
- Oreopsyche palustrella
- Oreopsyche plumella
- Oreopsyche plumifera
- Oreopsyche plumiferella
- Oreopsyche plumistrella
- Oreopsyche plumosella
- Oreopsyche pulla
- Oreopsyche pyrenaella
- Oreopsyche semiluctifera
- Oreopsyche sicheliella
- Oreopsyche silphella
- Oreopsyche stomoxella
- Oreopsyche tabanella
- Oreopsyche tabanivicinella
- Oreopsyche triaena
- Oreopsyche valesiella
- Oreopsyche vesubiella
- Oreopsyche vitrella
- Oreopsyche wockei
- Oreopsyche zabeth